# Silveiras (Montemor-o-Novo)
Silveiras é uma povoação portuguesa do Município de Montemor-o-Novo que foi sede da extinta Freguesia de Silveiras, freguesia que tinha 102,58 km² de área e 567 habitantes (2011), e, por isso, uma densidade populacional de 5,5 h/km².
A Freguesia de Silveiras foi extinta (agregada) pela reorganização administrativa de 2012/2013, tendo o seu território sido agregado ao das Freguesias de Nossa Senhora da Vila e de Nossa Senhora do Bispo para criar a União de Freguesias de Nossa Senhora da Vila, Nossa Senhora do Bispo e Silveiras.
Foi criada em 1988 a partir de territórios das freguesias de Cabrela e Nossa Senhora do Bispo.

## População
| População da freguesia de Silveiras | População da freguesia de Silveiras | População da freguesia de Silveiras | População da freguesia de Silveiras | População da freguesia de Silveiras | População da freguesia de Silveiras | População da freguesia de Silveiras | População da freguesia de Silveiras | População da freguesia de Silveiras | População da freguesia de Silveiras | População da freguesia de Silveiras | População da freguesia de Silveiras | População da freguesia de Silveiras | População da freguesia de Silveiras | População da freguesia de Silveiras |
| ----------------------------------- | ----------------------------------- | ----------------------------------- | ----------------------------------- | ----------------------------------- | ----------------------------------- | ----------------------------------- | ----------------------------------- | ----------------------------------- | ----------------------------------- | ----------------------------------- | ----------------------------------- | ----------------------------------- | ----------------------------------- | ----------------------------------- |
| 1864                                | 1878                                | 1890                                | 1900                                | 1911                                | 1920                                | 1930                                | 1940                                | 1950                                | 1960                                | 1970                                | 1981                                | 1991                                | 2001                                | 2011                                |
|                                     |                                     |                                     |                                     |                                     |                                     |                                     |                                     |                                     |                                     |                                     |                                     | 708                                 | 634                                 | 567                                 |

Criada pela Lei nº 64/88, de 23 de Maio, com lugares desanexados das freguesias de Cabrela e Nossa Senhora do Bispo

## Localidades da Freguesia de Silveiras
- Casas Novas
- Colónias
- Courela Cuncus
- Courela da Figueira
- Courela do Guita
- Marinha do Carvalheiro
- Monte Cascais
- Monte da Casa Nova
- Monte da Defesa de Baixo
- Monte da Defesa de Cima
- Monte da Defesa Grande
- Monte da Duraia
- Monte da Figueirinha
- Monte da Freixeira
- Monte da Ravasqueira
- Monte das Silveiras
- Monte das Taipas
- Monte de Cordeiros da Charneca
- Monte de Paliteiros
- Monte de Pero Negro
- Monte do Defesa de Meio
- Monte do Paço
- Monte do Pomarinho
- Monte dos Terrins
- Monte Estoril
- Monte Novo
- Monte Safira
- Quinta da Caida
- Santo Aleixo
- Silveiras
- Valadas

## Património
- Menir na Courela da Casa Nova
- Cromeleque dos Cuncos ou Cromeleque da Herdade dos Cuncos